# Загорский, Богуслав
Бо́гуслав За́горский (чеш. Bohuslav Záhorský, так же Богуш Загорский чеш. Bohuš Záhorský или Богумил Загорский чеш. Bohumil Záhorský; 5 февраля 1906, Прага — 22 сентября 1980, там же) — чешский и чехословацкий актёр театра и кино. Народный артист ЧССР.

## Биография
В 1931—1935 годах работал в Освобождённом театре, а в 1946—1977 годах в Национальном театре в Праге.

## Избранная фильмография

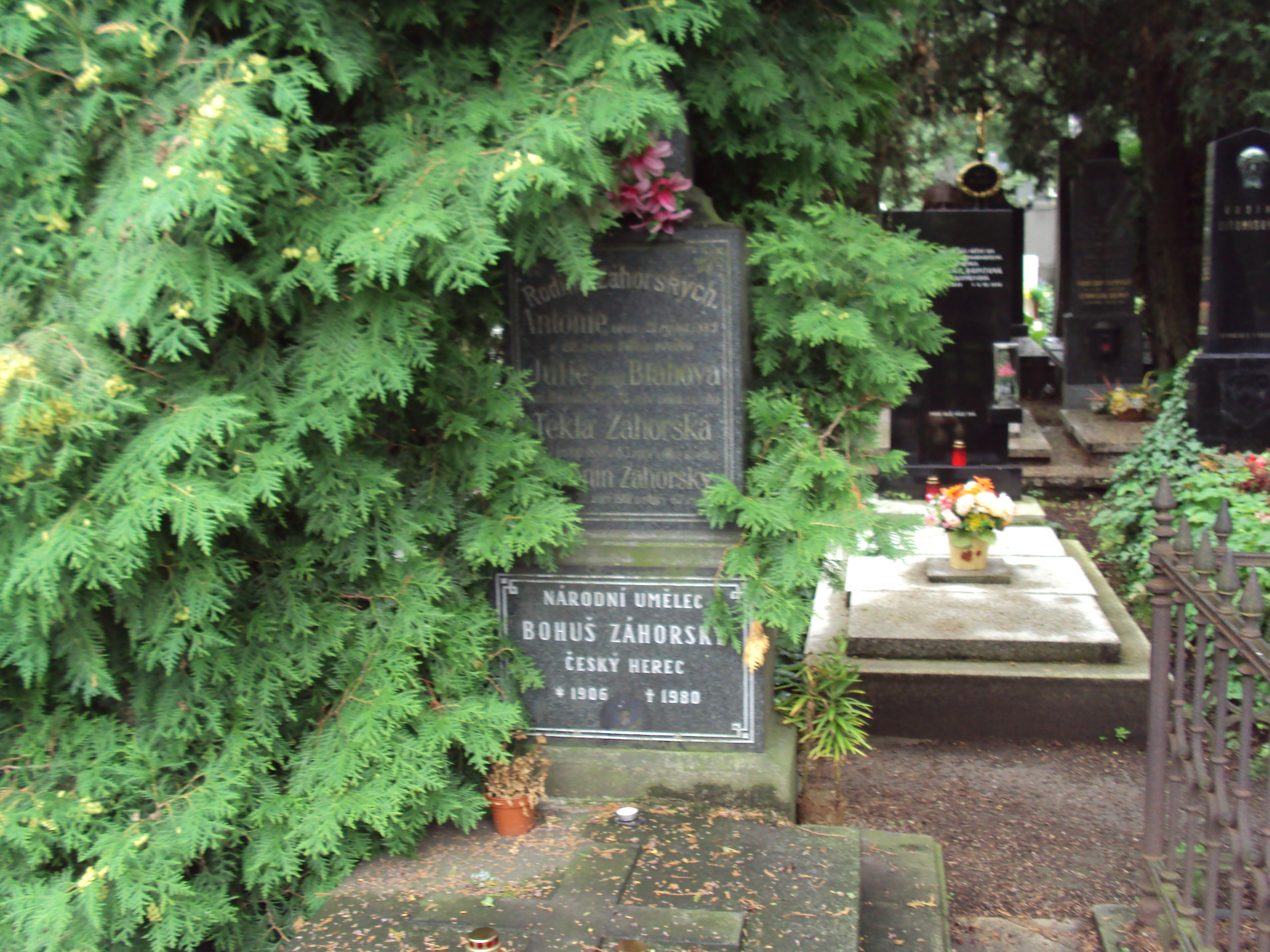
могила Богуслава Загорского на Вышеградском кладбище Праги

- 1935 —  / Studentská máma — Zdenek Vilim
- 1932 — Пудра и бензин / Pudr a benzín — Josef Malý
- 1934 — Гей, руп! / Hej-Rup! — Shuffer
- 1937 — Адвокат Вера / Advokátka Vera — Franta Stístko
- 1937 — Мир принадлежит нам / Svet patrí nám — Dexler - leader of the gangsters
- 1937 — Трое вошли в стекло / Tři vejce do skla — Alois - Weber's confederate
- 1938 —  / Umlcené rty —
- 1938 —  / Bláhové devce — Rybin
- 1939 —  / Kdybych byl tátou — Prague Company Executive
- 1939 —  / Zlaty clovek — MUDr. Jan Stejskal
- 1939 —  / Osmnáctiletá — Public prosecutor
- 1940 — Катакомбы / Katakomby — Hlinka, revident
- 1940 —  / Dva týdny stestí — служащий банка
- 1940 — Вторая смена / Druhá smena — юрист
- 1941 — Милый человек / Roztomilý clovek — Editor
- 1942 —  / Gabriela — аудитор
- 1942 — Валентин Добрый / Valentin Dobrotivý —
- 1944 —  / Veselá bída — Sýkora
- 1946 — В горах гремит / V horách duní — Bracha
- 1947 —  / Рога Parohy — Eman, friend of Viktorin
- 1947 — Пограничное село / Ves v pohranicí — Grandfather Pavlas
- 1947 — Неделя в тихом доме / Týden v tichém dome — Rada
- 1948 — Хищники / Dravci — Krofta
- 1952 — Пекарь императора – Император пекаря / Císařův pekař - Pekařův císař — Lang, komorí
- 1952 —  / Krízová trojka — Prof. Zach
- 1952 — Похищение / Únos — Dr. Rysanek
- 1952 — Анна-пролетарка / Anna proletárka — Gen. Pelle
- 1952 — Над нами рассвет / Nad námi svítá — Grandpa Kubrycht
- 1952 — Наступление / Nástup — Gerl
- 1953 — Молодые годы / Mladá léta — Kodytek
- 1953 — Мой друг Фабиан / Muj prítel Fabián — Tereba
- 1954 — Кафе на главной улице / Kavárna na hlavní tríde — Dr. Krys
- 1954 — Комические рассказы Гашека / Haskovy povidky ze stareho mocnarstvi — Správce veznice
- 1954 — Экспресс из Нюрнберга / Expres z Norimberka — Agent Radimsky
- 1954 — Они приходят из тьмы / Pricházejí z tmy — Vicenc Rehor
- 1954 — Цирк будет / Cirkus bude — Viewer
- 1954 — Музыка с Марса / Hudba z Marsu — Reditel Marsu
- 1954 — Война за веру: Магистр / Jan Hus — Stumpfnágel, alderman
- 1955 — Совесть / Svedomí —
- 1956 — Образцовый кинематограф Ярослава Гашека / Vzorný kinematograf Haska Jaroslava —
- 1956 — Против всех / Proti všem
- 1956 — Игра с чертом / Hrátky s certem — король
- 1957 — Бравый солдат Швейк / Dobrý voják Svejk — Wendler, obchodník
- 1957 — Юрашек / Jurásek —
- 1958 — Щенки / Stenata — директор медучилища
- 1958 — Война за веру: Против всех / Proti vsem — Peasant
- 1958 — О вещах сверхъестественных / O vecech nadprirozených — MUDr. Vanásek
- 1958 — Три желания / Tri prání — дед
- 1958 — Гражданин Брих / Obcan Brych — Kalous
- 1959 — Первая спасательная / První parta — Андерс
- 1960 — Конец пути / Konec cesty — Uredník veznica
- 1960 — Даржбуян и Пандргола / Dařbuján a Pandrhola — Starecek pánbuh
- 1960 — Высший принцип / Vyssí princip — профессор
- 1960 — Богатырь / Chlap jako hora — Worker Havlík Sen.
- 1960 — Августовское воскресенье / Srpnová nedele — Eduard Vach
- 1960 — Пращник / Prace — Maralík
- 1960 — Факелы / Pochodne —
- 1961 — Где одного алиби мало  / Kde alibi nestací — Dr. Vopálenský
- 1961 — Каждый грош хорош / Kazdá koruna dobrá —
- 1961 — Медведь / Medved — Лука - служака (короткометражка)
- 1961 — Петух пугает смерть / Kohout plasí smrt —
- 1961 — Флориан / Florián —
- 1962 — Барон Мюнхгаузен / Baron Prásil — адмирал
- 1962 —  / Malý Bobes ve meste —
- 1962 —  / Tvrdohlavá zena a zamilovaný skolní mládenec — (ТВ)
- 1962 — У нас умер пан Фёрстер / Umrel nám pan Foerster — (короткометражка)
- 1963 —  / Neklidnou hladinou — Vavruska
- 1963 — Три золотых волоска деда Всеведа / Tri zlaté vlasy deda Vseveda — рыбак
- 1963 — Страх / Strach — Pacer
- 1964 — Лимонадный Джо / Limonádový Joe aneb Konská opera — Эзра Гудман, отец
- 1966 — Призрак замка Моррисвилль / Fantom Morrisvillu — M. C. Pelham - newspaper publisher
- 1966 — Последние розы Казановы / Poslední ruze od Casanovy — Josef Karel Valdstejn
- 1967 — Капризное лето / Rozmarné léto — Старик
- 1967 — Хэппи-энд / Happy End — тесть
- 1967 — Клетка для двоих / Klec pro dva — Muller
- 1968 — Дита Саксова / Dita Saxová — профессор Мунк
- 1968 — Безумно грустная принцесса / Šíleně smutná princezna — král Dobromysl recený Veselý
- 1968 — Марафон / Maratón — генерал артиллерии
- 1968 —  / Cervená kulna — Antonin Andrýs
- 1968 — 1970 — Грешные люди города Праги / Hrísní lidé mesta prazského — Hokr, Coachman (сериал)
- 1968 — Наша безумная семья / Nase bláznivá rodina — greengrocer Skoumal, grandmother's groom
- 1969 — Звезда / Hvezda — Nápadník Srámek
- 1970 — Люси и чудеса / Lucie a zazraky —
- 1970 — Дело Маурициуса / Případ Mauricius — (ТВ)
- 1970 — Похождения красавца-драгуна / Partie krásného dragouna — старик
- 1971 —  / Jeden z nich je vrah — доктор
- 1971 —  / Touha Sherlocka Holmese — Mistr
- 1972 — Возвращения / Návraty — MUDr. Ladman
- 1973 — Хроника знойного лета / Kronika zhavého léta — JUDr. Zima
- 1973 — Золотая свадьба / Zlatá svatba —
- 1974 — Люди из метро / Lidé z metra — Baraba Bohuslav Fiala - Bulfas
- 1976 — Лето с ковбоем / Léto s kovbojem — дед
- 1976 —  / O mysích ve staniolu — рассказчик, озвучивание; (короткометражка)
- 1976 — Ставка – яблоко / Hra o jablko — профессор
- 1976 —  / Jak ulovit tygra — рассказчик, озвучивание; (короткометражка)
- 1976 — Палитра любви / Paleta lásky — Ян Эвангелиста Пуркине
- 1977 —  / Velryba - Abyrlev — рассказчик, озвучивание; (короткометражка)
- 1977 — Наш старик Йозеф / Nás dedek Josef — дед Йозеф
- 1979 — Концерт в конце лета / Koncert na konci léta — Heiliberg

## Награды
- 1956 — Заслуженный артист ЧССР
- 1966 — Народный артист ЧССР